# Sysklipos
Sysklipos (in greco Σύσκληπος?; in turco Akçiçek) è un villaggio di Cipro, situato a 3 km a est di Larnakas tis Lapithou. È sotto il controllo de facto di Cipro del Nord, dove appartiene al distretto di Girne, mentre de iure appartiene al distretto di Kyrenia della Repubblica di Cipro. Sysklipos è stato abitato quasi sempre esclusivamente da greco-ciprioti. 
La sua popolazione nel 2011 era di 79 abitanti.

## Geografia fisica
Sysklipos  si trova sulle pendici meridionali della parte occidentale dei monti del Pentadaktylos, a dieci chilometri a est di Myrtou/Çamlıbel e a tre chilometri a nord di Agios Ermolaos/Şirinevler.

## Origini del nome
L'origine del nome Sysklipos  è oscura. Tuttavia, nel 1975 i turco-ciprioti hanno cambiato il nome del villaggio in Akçiçek, che significa "Fiore bianco".

## Società

### Evoluzione demografica
Il villaggio è stato quasi sempre abitato esclusivamente da greco-ciprioti. Durante la prima metà del XX secolo la sua popolazione è aumentata notevolmente, passando da 252 abitanti nel 1901 a 454 nel 1946. Tuttavia, per ragioni non chiare, la popolazione è scesa a 337 persone nel 1960.
Tutti gli abitanti del villaggio sono stati sfollati tra il 20 luglio e il 15 agosto 1974. Attualmente, come il resto dei greco-ciprioti sfollati, i greco-ciprioti di Sysklipos sono sparsi in tutto il sud dell'isola, soprattutto a Nicosia. La popolazione sfollata di Sysklipos può essere stimata in circa 260 persone, dal momento che la popolazione greco-cipriota era di 256 persone nel 1960.
Attualmente il villaggio è abitato principalmente da sfollati turco-ciprioti provenienti dai villaggi di Sarama/Kuşluca e Meladeia/Malatya nel distretto di Paphos. Tuttavia, metà del villaggio non è abitata e di conseguenza gli edifici disabitati sono in rovina. A causa della mancanza di lavoro nel villaggio, la maggior parte dei giovani è emigrata per trovare lavoro in città. Secondo il censimento del 2006, la popolazione del villaggio era di 95 abitanti, ovvero meno di un terzo di quella del 1960.